# Wittenborg
Wittenborg A/S var en dansk virksomhed, som fremstillede salgsautomater. I dag er Wittenborg et automatbrand, der ejes af Evoca Group. Virksomheden Wittenborg er i dag Evoca Nordic ApS, der er beliggende i Tietgenbyen i Odense.

## Historie
Wittenborg blev grundlagt i Odense i 1924 af blikkenslager Alexander Wittenborg, som opfandt verdens første salgsautomat[kilde mangler]. Wittenborg havde i 1896 flyttet sin forretning fra København til Odense, og under 1. verdenskrig havde han etableret en stor produktion af konservesdåser med blikvarefabrikken Activ, som N.J. Haustrup blev medejer af 1922 og eneejer af 1928 (se Haustrups Fabrikker).
Efter 2. verdenskrig oplevede Wittenborg stor vækst, og i slutningen af 1950'erne var Wittenborg den eneste automatproducent uden for USA, som havde stor eksport hertil.
I slutningen af 1980'erne var bemandingen på sit højeste med 800 ansatte, heraf 200 funktionærer. I løbet af 1990'erne blev medarbejderstaben reduceret til 350. Frem til 1984 havde Wittenborgs sønnesøn, Poul Erik Wittenborg, aktiemajoriteten i virksomheden.
Indtil 2000 var Wittenborg ejet af kapitalfonden Incentive A/S, som solgte den til Compass Partners. Fra år 2000 var Wittenborg en del af N&W Global Vending, der var et selskab dannet efter fusion af Wittenborg og Necta (grundlagt 1968 som del af Zanussi).
I 2010 blev produktionen af Wittenborg-automater flyttet fra Odense til virksomhedens produktionsfaciliteter i Valbrembo i Italien. 35 danske medarbejdere fortsatte med over i det mindre handelsselskab med job i salg, service- og reservedelsafdelingen.
I dag er Wittenborg et automatbrand ejet af Evoca Group. EVOCA Group er en af verdens førende producenter af professionelle kaffemaskiner og en væsentlig international spiller indenfor både HORECA (Hoteller Restauranter Caféer)- og OCSsegmenterne (Office Coffee Service).
Gruppens virksomheder designer, udvikler, fremstiller og distribuerer en bred vifte af professionelle kaffe- og snackmaskiner samt tilbehør, reservedele og betalingsløsninger under sine professionelle brands Necta, Wittenborg, Saeco, Gaggia, Ducale, Cafection, Newis og SGL.
Gruppen blev etableret i år 2000 under navnet N&W Global Vending, som et resultat af integrationen af Necta & Wittenborg, som tilsammen havde en erfaring, der rækker næsten 100 år tilbage i tiden. I dag har EVOCA over 10.000 kunder i mere end 100 lande over hele verden, 1800 ansatte, 8 produktionssteder og 6 research- & development-centre. EVOCA har registreret over 500 patenter.
EVOCA Nordic ApS er i dag placeret i Odense og har ca. 30 medarbejdere, der betjener det nordiske marked med salg af automater, tilbehør og reservedele samt teknisk support.